# الی، ات-لوار
الی، ات-لوار (به فرانسوی: Ally, Haute-Loire) یک کمون در فرانسه است که در Canton of Lavoûte-Chilhac واقع شده‌است.

## خصوصیات
الی ۳۱٫۱۳ کیلومترمربع مساحت و ۱۶۵ نفر جمعیت دارد و ۹۶۵ متر بالاتر از سطح دریا واقع شده‌است.